# رايموند ساوادا
رايموند ساوادا هو لاعب هوكي الجليد كندي، ولد في 19 فبراير 1985 في ريتشموند في كندا.

## وصلات خارجية
- رايموند ساوادا على موقع دوري الهوكي الوطني (الإنجليزية)
- رايموند ساوادا على موقع قاعة مشاهير الهوكي (لاعب أن.إتش.أل) (الإنجليزية)
- رايموند ساوادا على موقع EliteProspects.com (الإنجليزية)
- رايموند ساوادا على موقع Eurohockey.com (الإنجليزية)
- رايموند ساوادا على موقع HockeyDB.com (الإنجليزية)
- رايموند ساوادا على موقع Hockey-Reference.com (الإنجليزية)